# Менкошинек
Менкошинек (пол. Miękoszynek) — село в Польщі, у гміні Насельськ Новодворського повіту Мазовецького воєводства.
Населення — 147 осіб (2011).
У 1975-1998 роках село належало до Цехановського воєводства.

## Демографія
Демографічна структура станом на 31 березня 2011 року:
|          | Загалом | Допрацездатний вік | Працездатний вік | Постпрацездатний вік |
| -------- | ------- | ------------------ | ---------------- | -------------------- |
| Чоловіки | 81      | 17                 | 53               | 11                   |
| Жінки    | 66      | 13                 | 42               | 11                   |
| Разом    | 147     | 30                 | 95               | 22                   |